# Кварандзия, Амра Андреевна
Амра Андреевна Кварандзия (род. 21 июня 1976, Сухуми, Абхазская АССР) — абхазский политический деятель, экономист; министр финансов Республики Абхазия (2014—2016), кандидат экономических наук, доцент.

## Биография
Родилась 21 июня 1976 года в городе Сухуми.
В 1998 году окончила факультет финансовых, кредитных и международных экономических отношений Санкт-Петербургского государственного экономического университета, защитив диссертацию на тему «Платежеспособность страховой организации: оценка и методы управления». Работала в звании доцента на кафедре страхования. С 2000 года принята в российское гражданство.
8 апреля 2015 года указом президента Абхазии назначена министром финансов Республики Абхазия.